# Bolton (Connecticut)
Pour les articles homonymes, voir Bolton.
Bolton est une ville américaine située dans le comté de Tolland au Connecticut.
Bolton devient une municipalité en 1720. Elle doit son nom à la ville anglaise de Bolton, d'où venaient la plupart de ses premiers habitants.

## Démographie
| 1820 | 1850 | 1860 | 1870 | 1880 | 1890 |
| ---- | ---- | ---- | ---- | ---- | ---- |
| 731  | 600  | 683  | 576  | 512  | 452  |

| 1900 | 1910 | 1920 | 1930 | 1940 | 1950  |
| ---- | ---- | ---- | ---- | ---- | ----- |
| 457  | 433  | 448  | 504  | 728  | 1 279 |

| 1960  | 1970  | 1980  | 1990  | 2000  | 2010  |
| ----- | ----- | ----- | ----- | ----- | ----- |
| 2 933 | 3 691 | 3 951 | 4 575 | 5 017 | 4 980 |

Selon le recensement de 2010, Bolton compte 4 980 habitants. La municipalité s'étend sur 14,70 milles carrés (38,07 km2), dont 14,41 milles carrés (37,32 km2) de terres.